# Casa Albă
Casa Albă (în engleză The White House) este reședința oficială și principalul loc de muncă al președintelui Statelor Unite ale Americii. Aflată la adresa oficială 1600 Pennsylvania Avenue NW în Washington, D.C., clădirea principală a fost construită în stil georgian, între 1792 și 1800, din gresie vopsită în alb, fiind reședința șefului executivului american pentru toți președinții începând cu John Adams. După ce Thomas Jefferson s-a mutat în Casa Albă, în 1801, împreună cu arhitectul Benjamin Henry Latrobe, au realizat planuri de extindere a clădirii pentru a crea facilități de stocare. Casa Albā are 224 de ani de la finalizarea construcției.
Concursul organizat pentru realizarea construcției [The] White House a fost câștigat de un arhitect irlandez care trăia în Charleston, South Carolina, , James Hoban, care a rămas în istoria arhitecturii ca arhitectul care a proiectat Casa Albă originară. Acțiunea de construire a unei reședințe oficiale a executivului a fost inițiată de primul președinte american, George Washington, care împreună cu proiectantul orașului, Pierre Charles L'Enfant, au ales locul construcției.
Clădirea oficial a primit numele de Palatul Prezidențial, sediul executivului, până când președintele Theodore Roosevelt a numit-o "Casa Albă".

## Istoria

### Construirea

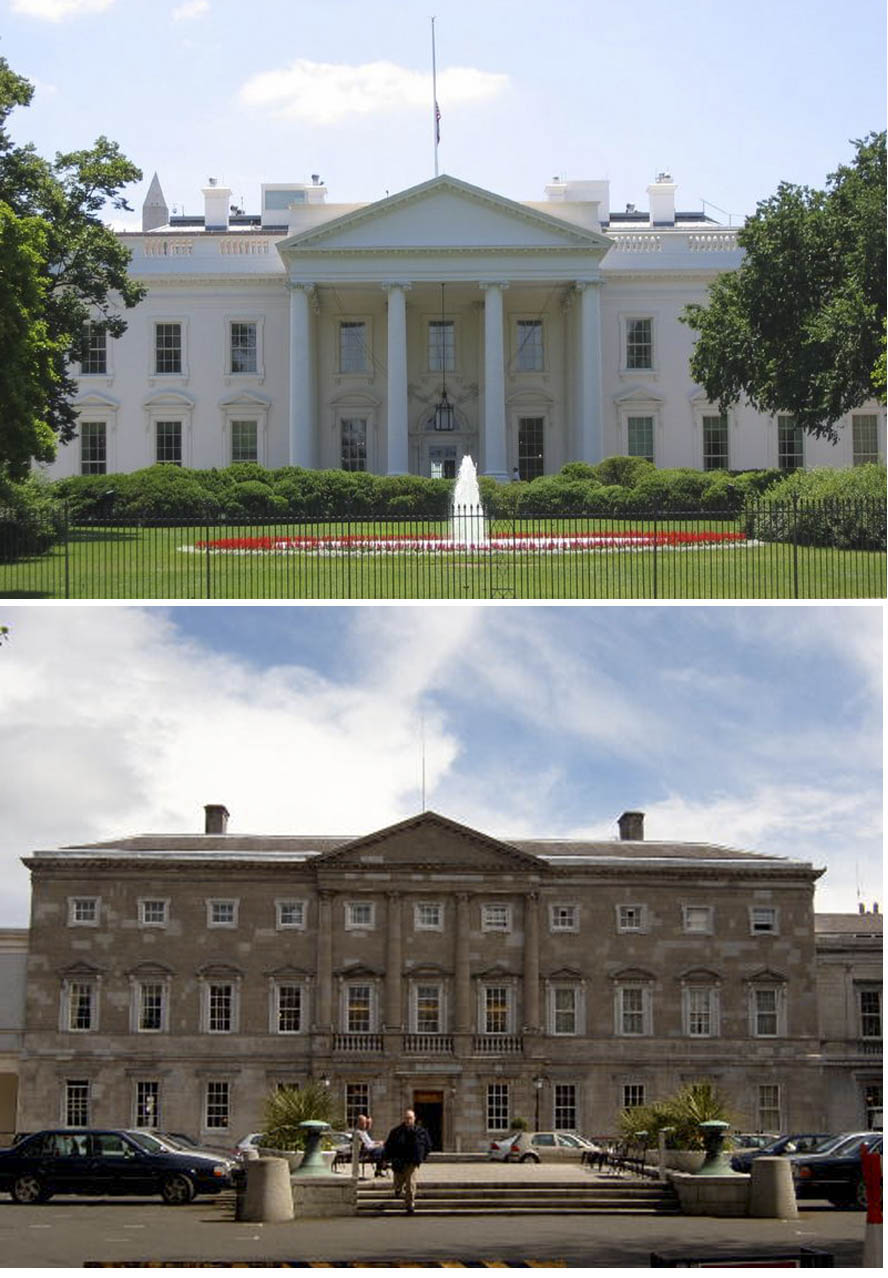
Intrarea nordică a Casei Albe, comparativ cu Casa Leinster

Construirea a început cu punerea pietrei de temelie pe 13 octombrie 1792. Într-un jurnal păstrat de către comisarul pentru construcții din Districtul Columbia scrie că fundațiile au fost săpate chiar de sclavi. Fundațiile au fost construite de lucrători sclavi. Majoritatea celorlalte lucrări au fost făcute de către imigranți, mulți încă fără cetățenie. Cele mai multe dintre lucrările de construcție și tencuială au fost efectuate de către imigranții  irlandezi și italieni. Perioada inițială de construcție a fost de opt ani, cu un cost estimat de 232,371.83 $ USD (2,4 milioane $ USD în 2005). Deși încă neterminată, Casa Albă a fost gata de ocupare în 1 noiembrie 1800. Când a finalizată construcția, pereții de gresie au fost acoperite cu un amestec de var și orez lipici, oferind casei o culoare familiară.

### Primii ani, incendiul din1812, reconstrucția
John Adams a fost primul președinte ce și-a stabilit reședința în Casa Albă pe 1 noiembrie 1800. În timpul celei de-a doua zi de ce a scris o scrisoare către soția sa, Abigail, care conținea o rugăciune pentru casă. Adams a scris:
„ Ma rog la Dumnezeu să ofere cele mai bune binecuvântări pentru această casă și toți cei care locuiesc acum în ea. Din fericire, doar cel mai onest și înțelept va sta sub acest acoperiș.”
Președintele Franklin D. Roosevelt a ordonat ca binecuvântare lui Adams să fie sculptată pe șemineul din Sala de mese.

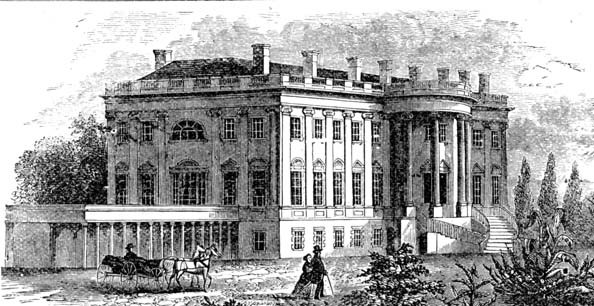
Corpul de vest, Jefferson într-o imagine din secolul XIX. Inițial a fost folosit ca spălătorie. După aceea a fost transformat în piscină de către președintele Roosevelt. Președintele Nixon l-a transformat în Sala Presei.

Adams a locuit în casa puțin timp, fiind ocupată de către președintele Thomas Jefferson considerat cel care a mărit Casa Albă. Cu ajutorul Benjamin Henry LaTrobe, el a ajutat la conceperea planului aripilor de est și de vest, care au ajutat la ascunderea activităților interne de spălătorie, un depozit și a unui grajd.
În timpul războiului din 1812, o mare parte din Washington DC a fost ars de către trupele britanice ca revanșă pentru ardere Clădiri Parlamentului din Upper Canada (acum Toronto) în bătălia de la York, au lăsat Casa Albă, în ruine. Interiorul casei a fost distrus și numai pereții exteriori au rămas,care au trebuit să fie demolați și apoi reconstruiți ca urmare a slăbirii fundației provocată de foc. O legendă a apărut în legătură cu reconstrucția clădirii, care spune că vopseaua albă a fost folosită pentru a ascunde prejudiciile cauzate de incendiu, care a dat și numele clădirii. Acestă legendă este neîntemeiată, având în vedere că aceasta clădirea a fost pictată în alb de la construcția sa în 1798. Dintre toate obiectele care au fost furate din Casa Albă în timpul războiului, numai două au fost recuperate - un tablou cu George Washington, salvat de către prima doamnă Dolley Madison, atunci când acesta a scăpat de la palat, și o cutie de bijuterii care a fost returnată Președintelui Franklin Delano Roosevelt în 1939 de un canadian care a spus bunicul lui a luat-o. Cele mai multe dintre obiecte au fost pierdute când un convoi de nave britanic cu HMS Phantoms în față, s-a scufundat în timp ce se duceau spre Prospect Halifax, Canada, în timpul unei furtuni în noaptea de 24 noiembrie 1814.

### Nevoia de mai mult spațiu, în latura vestică
În timpul războiului civil american, Casa Albă a fost aglomerată. În nordul casei exista un canal deversor și o baltă, care au fost condițiile ideale pentru apariția malariei și a altor bolii cauzate de insalubritate. Generalul de brigadă Nathaniel Michler propune soluții rezolvarea acestei situații. A propus părăsirea Casei Albe ca Rezidență și folosirea ei doar pentru activitățile guvernamentale; El a propus un nou palat pentru prima familie în Meridian Hill Park din Washington DC, dar planul a fost respins de Congres.
În 1891, Prima Doamnă Caroline Harrison a propus lărgirea Casei Albe și crearea inclusiv a unei galerii naționale de artă la est și o aripă în Vest pentru activitățile guvernamentale. Proiectul a fost conceput de către colonelul Teodor A. Bingham, care se reflectă în planul lui Harrison. În 1901, Theodore Roosevelt și familia sa s-au mutat la Casa Albă și au găsit-o prea mică. Au fost angajați trei arhitecți, McKim, Mead și White, pentru a efectua o nouă renovare și o extindere, inclusiv latura vestică. Prima Familie a petrecut patru luni din 1902 într-o ședere temporară, la Jackson Place nr 22. Prin 1909, Președintele William Howard Taft a avut nevoie de mai mult spațiu. L-a angajat pe arhitectul Nathan C. Wyeth pentru a face mai mult spațiu în latura vestică, care a inclus și instalarea Biroului Oval.

### Reconstrucția Truman

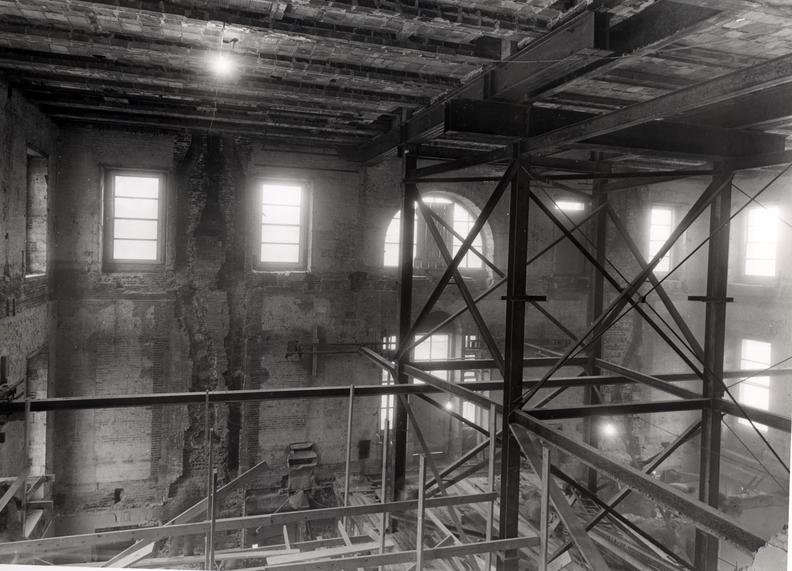
Reconstrucția Truman, 1949-1952

Decenii de întreținere sărăcăcioasă și construirea celui de-al patrulea etaj în timpul administrației Calvin Coolidge a afectat structura de cărămidă, piatră și nisip construită pe cadre din lemn. În 1948, casa a devenit atât de instabilă, încât Președintele Harry Truman a plecat și s-a mutat la Blair House, între 1949 și 1951. 
Reconstrucția a fost efectuată de către contractantul John McShain Philadelphia și era necesară demontarea completă a spațiilor interioare, construirea unui nou șasiu intern din oțel și reconstrucția camerelor, în structura originală. Au existat câteva modificări la proiectul de la etaj, pentru al face mai mare și pentru a înlocuii scările centrale, pentru a se deschide în hol, în loc de holul central. Au fost adăugate centrale de aer condiționat și două subsoluri secundare care oferă un spațiu suplimentar de lucru, depozite și un adăpost anti-atomic. Familia Truman s-a mutat înapoi la Casa Albă pe 27 martie 1952. În timp ce casa a fost salvata datorită reconstrucției lui Truman, o mare parte a mobilierului interior a rămas același, cu puțină valoare istorică. Cea mai mare parte a decorațiunilor din ipsos, unul pentru reconstrucția din 1814-1816 a fost prea deteriorat pentru a fi reinstalat, ca lemnul robust din "Beaux Arts" din Sala de Est. Casa a avut original grinzi de lemn. Peretii din bibliotecă, camera Chineză și Camera Hărților.

### Restaurarea Kennedy

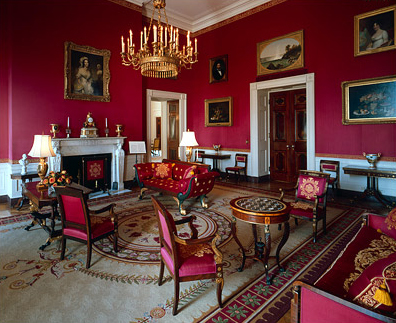
Camera Roșie aranjată de Stéphane Boudin în perioada administrației John F. Kennedy în stilul Imperiul American.

Prima Doamnă Jacqueline Kennedy, soția președintelui a organizat cea mai mare redecorare a Casei din istoria sa.  Henry Francis Du Pont Winterthur a condus comitetul de restaurare al mobilierului si obiectelor de artă. Studiul a fost efectuat     pentru a decora principalele camere din casa. Diferitele perioade de la începutul republicii au fost selectate ca tema pentru fiecare cameră: stilul de federal pentru Camera Verde, în limba engleză "Empire Blue Room", Imperiul American pentru camera roșie, Louis XVI pentru Camera Ovală Galbenă, și pentru biroul președintelui Victorian, redenumit în Camera Tratatelor. Au fost achiziționat mobilier antic, și decorații din pânză. Multe din antichități, picturi scumpe, precum și alte îmbunătățiri din perioada Kennedy au fost donate Casei Albe de către donatorii bogați, inclusiv familia Crowninshield , Jane Engelhard, Jayne Wrightsman, și familia Oppenheimer.  Restaurația Kennedy a dat Casei Albe, o aparență de lux și a adus-o mai aproape de adevărata noblețe.

## Reședința

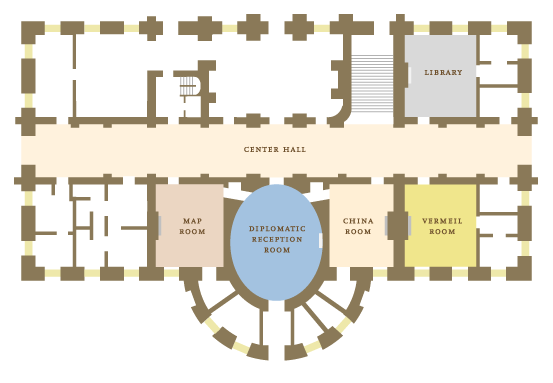
Casa Albă, parterul.

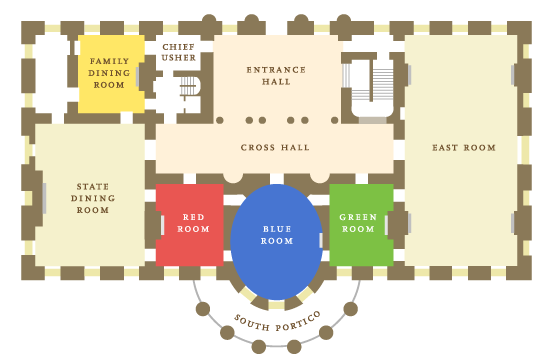
Casa Albă, etajul unu

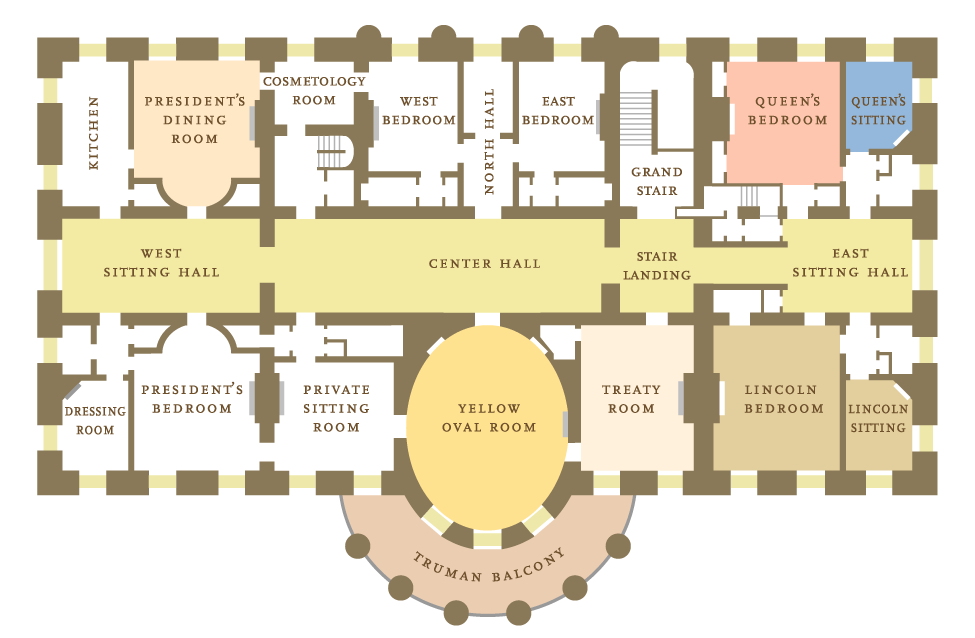
Casa Albă, etajul doi

Reședința originală este partea centrală a clădirii, între cele două coloane , care sunt acum folosite pentru a conecta birourile și sunt numite coloana de est și de vest. Reședința executivă este locul unde locuiește președintele, mai este folosită pentru ceremoniile oficiale și pentru activități de destindere.  Parterul cuprinde Camera Orientului, Camera Verde, Camera Albastră, Camera Roșie, sufrageria oficială, sufrageria familiei și Sala tratatelor. Etajul este format din Sala Ovală a Diplomaților, o sală de recepții, mai există de asemenea, Sala Hărților, Sala Chineză, o sală Vermeil, Biblioteca Prezidențială, o bucătărie și alte birouri. Cel de-al doilea etaj este reședință familiei. Include Camera ovală galbenă, care are ieșire la balconul Trumam și mai multe camere, inclusiv dormitorul principal, dormitorul Lincoln , dormitorul reginei, precum și alte două camere, o mică bucătărie și un vestiar. Cel de-al treilea etaj este format dintr-un solar, o Sală de jocuri, Linen Hall, un bufet și o altă cameră.

## Biroul Oval

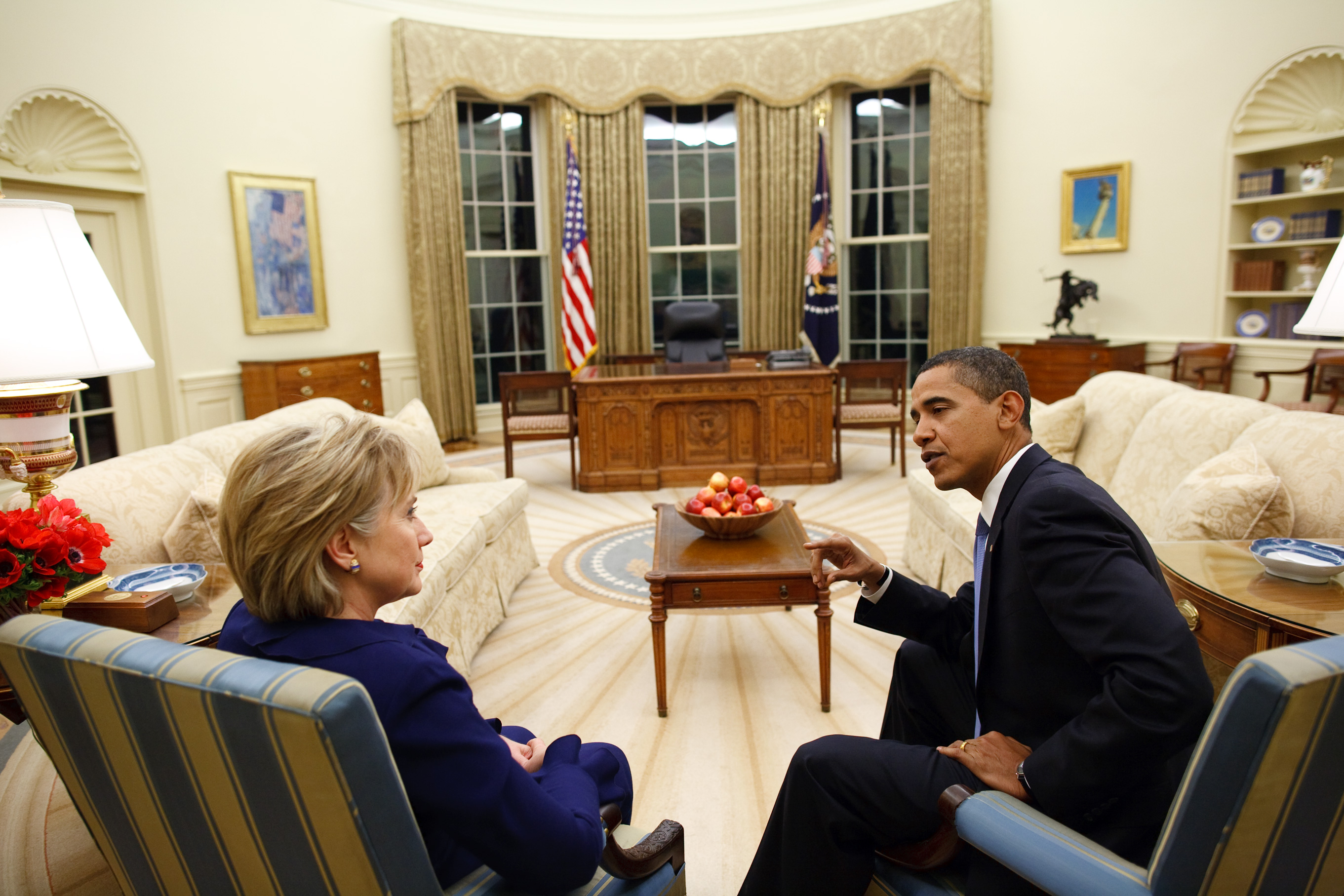
Președintele Barack Obama discutând cu Secretarul de Stat Hillary Clinton în Biroul Oval, 27 ianuarie 2009.

Biroul Oval este biroul oficial al Președintelui Statelor Unite. Creat în 1909 ca parte a unui ansamblu de expansiune din corpul de vest de la Casa Albă în timpul administrației lui William Howard Taft, biroul a fost inspirat după camera albastră. Camera are trei mari caracteristici, fereastra de la sud care se află în spatele birolului președintelui și un cămin în nordul camerei. 
Biroul Oval are patru usi: în est, usa ce duce la Grădina de Trandafiri; la vest, usa duce la o sală mică de studiu si sufragerie; ușa de nord-vest se deschide spre coridorul principal din corpul de vest și ușa de nord-est care se deschide către biroul secretarelor președintelui.
| Dimensiuni                                                     | SI     |
| -------------------------------------------------------------- | ------ |
| Axa majoră (nord-sud)                                          | 10,9 m |
| Axa minoră (est-vest)                                          | 8,8 m  |
| înălțimea                                                      | 5,6 m  |
| Linie de naștere (în momentul în care plafonul începe să urce) | 5,0 m  |

Biroul Oval a devenit asociat în mintea americanilor cu Președinția în sine, prin imagini de neuitat. Utilizarea Biroului Oval pentru emisiunile de televiziune a avut un sentiment de gravitație, ca atunci când Richard Nixon a vorbit la telefon cu astronauții de pe Apollo 11 sau tânărul președinte Kennedy prezenta informațiile despre criza rachetelor cubaneze, sau a președintelui Ronald Reagan care a adresat națiunii mesajul cu privire la explozia în spațiu a navetei Challenger sau Președintele George W. Bush care a vorbit națiunii în seara de 11 septembrie 2001.

## Structura
Puțini oameni realizează adevărata mărime a Casei Albe, deoarece o mare parte din acesta este distribuită în subteran și acoperite de copaci și grădini. Casa Albă are 6 etaje si 5110 mp (55.000 ft ².). 
- 132 camere și 35 de băi în cele două etaje supraterane;

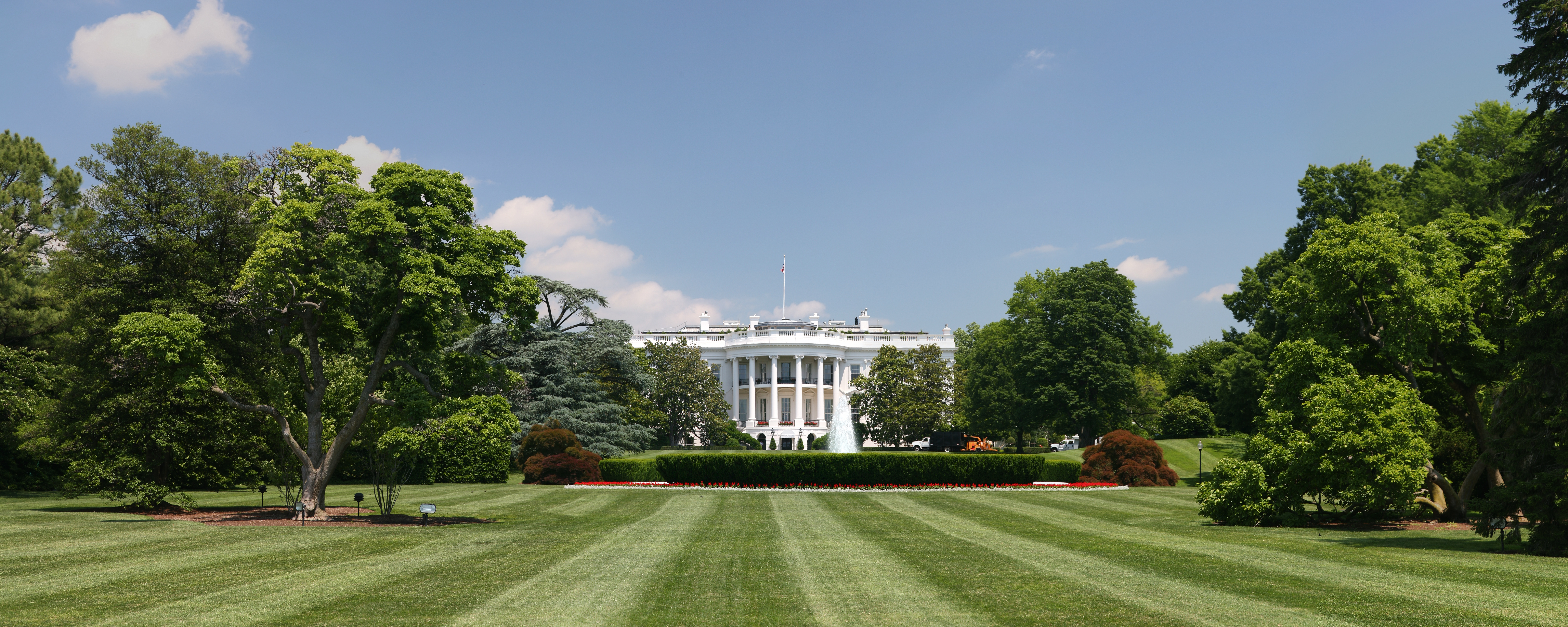
Grădinile Casei Albe.

- 412 uși;
- 147 ferestre;
- 28 șeminee;
- 8 scări;
- 3 lifturi;
- 5 bucătării;
- 5000 vizitatori pe zi;
- 1.825.000 vizitatori pe an.